# Роял-Сіті (Вашингтон)
Роял-Сіті (англ. Royal City) — місто (англ. city) в США, в окрузі Грант штату Вашингтон. Населення — 1776 осіб (2020).

## Географія
Роял-Сіті розташований за координатами 46°54′20″ пн. ш. 119°37′27″ зх. д. / 46.90556° пн. ш. 119.62417° зх. д. (46.905631, -119.624082).  За даними Бюро перепису населення США в 2010 році місто мало площу 3,49 км², уся площа — суходіл.

## Демографія
Згідно з переписом 2010 року, у місті мешкало 2140 осіб у 486 домогосподарствах у складі 439 родин. Густота населення становила 614 особи/км².  Було 494 помешкання (142/км²).
Расовий склад населення:
| - 45,7 % — білих - 1,2 % — чорних або афроамериканців - 0,9 % — азіатів - 0,8 % — корінних американців - 48,7 % — осіб інших рас |

До двох чи більше рас належало 2,7 %. Частка іспаномовних становила 88,7 % від усіх жителів.
За віковим діапазоном населення розподілялося таким чином: 40,1 % — особи молодші 18 років, 57,0 % — особи у віці 18—64 років, 2,9 % — особи у віці 65 років та старші. Медіана віку мешканця становила 22,4 року. На 100 осіб жіночої статі у місті припадало 114,2 чоловіків;  на 100 жінок у віці від 18 років та старших — 125,7 чоловіків також старших 18 років.
Середній дохід на одне домашнє господарство  становив 40 469 доларів США (медіана — 30 492), а середній дохід на одну сім'ю — 41 534 долари (медіана — 30 577). Медіана доходів становила 23 100 доларів для чоловіків та 25 272 долари для жінок. За межею бідності перебувало 39,5 % осіб, у тому числі 51,6 % дітей у віці до 18 років та 25,4 % осіб у віці 65 років та старших.
Цивільне працевлаштоване населення становило 712 особи. Основні галузі зайнятості: сільське господарство, лісництво, риболовля — 61,8 %, освіта, охорона здоров'я та соціальна допомога — 11,9 %, виробництво — 8,6 %.